# Céu Azul (canção de MC Tha & Jaloo)
"Céu Azul" é uma canção composta pela cantora MC Tha e interpretada por ela e pela cantora Jaloo, Foi lançada como primeiro single do trabalho em 2018.

## Lista de faixas
| Download digital |            |                |         |  |
| N.º              | Título     | Compositor(es) | Duração |  |
| 1.               | "Ceu Azul" | MC Tha         | 3:44    |  |

### Histórico de lançamento
| Região | Data                 | Formato(s)       |
| ------ | -------------------- | ---------------- |
| Brasil | 03 de agosto de 2018 | Download digital |